# Абдалов, Алексей Андреевич
Алексе́й Андре́евич Абда́лов (30 марта 1920, Верхний Сускан, Ставропольский уезд Самарской губернии — 22 августа 1983, Верхний Сускан, Ставропольский район Куйбышевской области) — участник Великой Отечественной войны, полный кавалер ордена Славы.

## Биография
Родился в крестьянской семье, мордвин. Окончил 4 класса. В 1939 году окончил курсы счетоводов. Работал счетоводом в колхозе.
Осенью 1941 года был призван в Красную Армию. На фронте в Великую Отечественную войну с декабря 1941 года. Боевой путь начал в пехоте, крещение получил под Сталинградом, был тяжело ранен. Затем воевал под Харьковом, где в штыковой атаке был снова ранен. В дальнейшем стал миномётчиком, воевал на 3-м и 1-м Украинских фронтах.
31 марта 1944 года командир расчёта 82-мм миномёта 173-го гвардейского стрелкового полка 58-й гвардейской стрелковой дивизии гвардии младший сержант Алексей Абдалов в бою на берегу реки Тишпул северо-западнее села Берёзовка Одесской области уничтожил 3 пулемёта и 2 миномёта противника.
Будучи наводчиком миномётного расчёта 13 апреля 1944 года в бою у села Варница Молдавской ССР Абдалов переправился через Днестр и из миномёта подавил 2 вражеских пулемёта и уничтожил более 10 солдат противника.
В боях на подступах к городу Бреслау (Германия) 13—14 февраля 1945 года командир расчёта Абдалов из миномёта уничтожил 3 огневые точки и поразил до взвода солдат противника.
После окончания войны, в 1945 году демобилизовался. Жил в родном селе, где работал главным бухгалтером колхоза.
Член КПСС с 1953 года.

## Награды
- полный кавалер ордена Славы:
  - Орден Славы 3-й степени № 30414 приказом от 21 апреля 1944;
  - Орден Славы 2-й степени № 3044 приказом от 27 апреля 1945;
  - Орден Славы 1-й степени № 3711 приказом от 27 февраля 1958 (перенаграждён со вторичного ордена Славы 3-й степени от 24 апреля 1944) ;
- медали